# Stanišovská dolina
Stanišovská dolina je údolí v Ďumbierských Tatrách, části Nízkých Tater, na Slovensku.
Toto údolí odbočuje z Jánské doliny směrem na východ. Protéká jim Stanišovský potok a vede skrze něj žlutě značená turistická trasa z Jánské doliny do Stanišovského sedla. U ústí tohoto údolí se nachází nepřístupná Stanišovská jeskyně.